# Danh sách đĩa đơn quán quân Hot 100 năm 2012 (Hàn Quốc)
Bảng xếp hạng Korea K-Pop Hot 100 được ấn hành bởi tạp chí Billboard để xếp hạng các ca khúc bằng tiếng Hàn, lần đầu được ấn hành vào ngày 3 tháng 9 năm 2011. Sau đây là danh sách các đĩa đơn đạt vị trí quán quân trên bảng xếp hạng này.

## Lịch sử xếp hạng
| Ngày ấn hành | Bài hát                                      | Nghệ sĩ                     | Nguồn               |
| ------------ | -------------------------------------------- | --------------------------- | ------------------- |
| 7 tháng 1    | "You and I" "너랑 나"                        | IU 아이유                   | [ 1 ]               |
| 14 tháng 1   | "You and I" "너랑 나"                        | IU 아이유                   | [ 1 ]               |
| 21 tháng 1   | "Lovey-Dovey"                                | T-ara 티아라                | [ 2 ]               |
| 28 tháng 1   | "Lovey-Dovey"                                | T-ara 티아라                | [ 2 ]               |
| 4 tháng 2    | "Lovey-Dovey"                                | T-ara 티아라                | [ 2 ]               |
| 11 tháng 2   | "To Turn Back Hands of Time" "시간을 거슬러" | Lyn 린                      | [ 3 ] [ 4 ]         |
| 18 tháng 2   | "To Turn Back Hands of Time" "시간을 거슬러" | Lyn 린                      | [ 3 ] [ 4 ]         |
| 25 tháng 2   | "To Turn Back Hands of Time" "시간을 거슬러" | Lyn 린                      | [ 3 ] [ 4 ]         |
| 3 tháng 3    | "To Turn Back Hands of Time" "시간을 거슬러" | Lyn 린                      | [ 3 ] [ 4 ]         |
| 10 tháng 3   | "Blue"                                       | BIGBANG 빅뱅                | [ 5 ] [ 6 ]         |
| 17 tháng 3   | "Blue"                                       | BIGBANG 빅뱅                | [ 5 ] [ 6 ]         |
| 24 tháng 3   | "Blue"                                       | BIGBANG 빅뱅                | [ 5 ] [ 6 ]         |
| 31 tháng 3   | "I Wonder If You Hurt Like Me" "너도 나처럼" | 2AM                         | [ 7 ]               |
| 7 tháng 7    | "I Wonder If You Hurt Like Me" "너도 나처럼" | 2AM                         | [ 7 ]               |
| 14 tháng 4   | "Cherry Blossom Ending" "벛꽃 엔딩"          | Busker Busker 버스커 버스커 | [ 8 ]               |
| 21 tháng 4   | "Cherry Blossom Ending" "벛꽃 엔딩"          | Busker Busker 버스커 버스커 | [ 8 ]               |
| 28 tháng 4   | "Alone" "나혼자"                             | SISTAR 씨스타               | [ 9 ] [ 10 ] [ 11 ] |
| 5 tháng 5    | "Alone" "나혼자"                             | SISTAR 씨스타               | [ 9 ] [ 10 ] [ 11 ] |
| 12 tháng 5   | "Alone" "나혼자"                             | SISTAR 씨스타               | [ 9 ] [ 10 ] [ 11 ] |
| 19 tháng 5   | "Alone" "나혼자"                             | SISTAR 씨스타               | [ 9 ] [ 10 ] [ 11 ] |
| 26 tháng 5   | "Every End of the Day" "하루끝"              | IU                          | [ cần dẫn nguồn ]   |
| 2 tháng 6    | "Every End of the Day" "하루끝"              | IU                          | [ cần dẫn nguồn ]   |
| 9 tháng 6    | "Every End of the Day" "하루끝"              | IU                          | [ cần dẫn nguồn ]   |
| 16 tháng 6   | "Every End of the Day" "하루끝"              | IU                          | [ cần dẫn nguồn ]   |
| 23 tháng 6   | "Monster"                                    | BIGBANG                     | [ 12 ]              |
| 30 tháng 6   | "Like This"                                  | Wonder Girls 원더걸스       | [ cần dẫn nguồn ]   |
| 7 tháng 7    | "If You Really Love Me" "정말로 사랑한다면"  | Busker Busker               | [ cần dẫn nguồn ]   |
| 14 tháng 7   | "Loving U"                                   | SISTAR                      | [ cần dẫn nguồn ]   |
| 21 tháng 7   | "I Love You"                                 | 2NE1                        | [ 13 ] [ 14 ]       |
| 28 tháng 7   | "I Love You"                                 | 2NE1                        | [ 13 ] [ 14 ]       |
| 4 tháng 8    | "Gangnam Style" "강남 스타일"                | PSY 싸이                    | [ 15 ] [ 16 ]       |
| 11 tháng 8   | "Gangnam Style" "강남 스타일"                | PSY 싸이                    | [ 15 ] [ 16 ]       |
| 18 tháng 8   | "Gangnam Style" "강남 스타일"                | PSY 싸이                    | [ 15 ] [ 16 ]       |
| 25 tháng 8   | "Gangnam Style" "강남 스타일"                | PSY 싸이                    | [ 15 ] [ 16 ]       |